# الركيب (حالمين)

تعديل مصدري - تعديل

الركيب هي إحدى قرى عزلة حبيل الريدة بمديرية حالمين التابعة لمحافظة لحج، بلغ تعداد سكانها 34 نسمة حسب تعداد اليمن لعام 2004.